# Hansel Mieth
Hansel Mieth (* 9. April 1909 in Oppelsbohm, Baden-Württemberg; † 14. Februar 1998 in Santa Rosa (Kalifornien), eigentlich Johanna Mieth) war eine US-amerikanische Pressefotografin und Fotojournalistin deutscher Herkunft.
Sie war nach Margaret Bourke-White die zweite Frau, die vom US-Magazin Life fest angestellt wurde und galt als eine der bedeutendsten Fotografinnen der 1930er und 1940er Jahre. Hansel Mieth arbeitete zusammen mit ihrem Mann, dem Fotografen Otto Hagel (1909–1973). Sie schuf viel beachtete sozialkritische Reportagen. Zu ihrem Freundeskreis gehörte der Fotograf und Kriegsberichterstatter Robert Capa.

## Leben
Hansel Mieth wurde in Oppelsbohm geboren, wuchs aber in Fellbach auf. Sie stammte aus einer streng religiösen pietistischen Familie in einfachen Verhältnissen, der sie früh zu entfliehen suchte. Als 15-Jährige lernte sie in Fellbach den gleichaltrigen Otto Hägele kennen, der seinen Namen später in Hagel änderte. Als 17-Jährige machten sie sich 1927 per Fahrrad zusammen auf eine Reise ums Mittelmeer, nach Italien, Frankreich und Spanien. Bald nach ihrer Rückkehr wagten sie ein noch größeres Abenteuer. Ziel ihrer Reise war Indien, das sie nicht erreichten, doch wanderten sie über Österreich, Ungarn, Jugoslawien bis in die Türkei.
1928 ging Hagel, der das Unheil des Nationalsozialismus kommen sah, in die USA. Dafür hatte er auf einem Frachter angeheuert und sich für mehrere Passagen verpflichtet. Als das Schiff Baltimore erreichte, ging Hagel von Bord. Er schlug sich als Hilfsarbeiter durch. Mit einem mit Selbstauslöser angefertigten Selbstporträt, das ihn als Fensterputzer in San Francisco zeigt, gewann er beim Fotowettbewerb einer Zeitung zehn Dollar. 1930 folgte ihm Hansel Mieth, nachdem die wirtschaftliche Große Depression in den USA gerade begonnen hatte. Sie teilten ein Zimmer in San Francisco, wohnten aber auch zeitweilig in einem Zelt und fristeten ihr Leben als Wanderarbeiter. Dabei fotografierten sie mit einer gebraucht gekauften Leica das entbehrungsreiche Leben der Arbeiter auf Baumwoll- und Obstplantagen, die Not ethnischer Minderheitsbevölkerung und Arbeitskämpfe. Wenn sie genug Geld zur Verfügung hatten, kehrten sie nach San Francisco zurück, um dort ihre Filme in den Labors befreundeter Fotografen zu entwickeln. 1934 fotografierten sie beim Generalstreik in San Francisco.
Hansel Mieth arbeitete zunächst für das Magazin Time. Von 1937 bis 1940 war sie festes Mitglied der Life-Redaktion. Dafür zog sie mit Hagel nach New York. Hagel zog es jedoch vor, weiterhin als freier Fotograf zu arbeiten, etwa für Life, Time, Fortune sowie weitere Zeitschriften. 1940 heirateten Hansel Mieth, die inzwischen US-Bürgerin war, und Otto Hagel. Nach dem Eintritt der USA in den Zweiten Weltkrieg fürchtete Hagel, der noch die deutsche Staatsangehörigkeit hatte, interniert zu werden. Das Paar zog sich auf eine abgelegene Ranch bei Santa Rosa in Kalifornien zurück. Hagel verließ die „Singing Hills Ranch“ in dieser Zeit nicht; Hansel Mieth nahm weiterhin Aufträge von Life in der Region an. Hagel bekam die US-Staatsbürgerschaft erst 1945. Nach Kriegsende reiste Hansel Mieth 1948 zum ersten Mal wieder nach Deutschland, um ihre Schwester zu besuchen. Sie hatte anders als Hagel den Kontakt nach Deutschland nie abreißen lassen. 1950 kehrten beide zusammen im Auftrag von Life in ihren Heimatort Fellbach zurück. Die Reportage We return to Fellbach erschien am 26. Juni 1950 und wurde am 26. August von der damaligen Neuen Münchner Illustrierten nachgedruckt.
Anfang der 50er Jahre gerieten Mieth und Hagel während der McCarthy-Ära ins Visier der Kommunistenjäger. Als sie sich 1952 weigerten, vor dem Komitee für unamerikanische Umtriebe zu erscheinen, nahm man sie auf eine inoffizielle Schwarze Liste. Sie erhielten keine Aufträge mehr und verdienten sich ihren Lebensunterhalt mit Hühnerhaltung. 1955 veröffentlichte Life einen letzten größeren Foto-Essay über ihr Leben auf der Ranch. Hagel starb 1973; Hansel Mieth lebte und arbeitete bis zu ihrem Tod 1998 auf der Ranch.

## Hansel-Mieth-Preis
Die 1984 gegründete Reportagen-Agentur Zeitenspiegel aus Weinstadt vergibt seit 1998 zur Erinnerung an ihr Ehrenmitglied Hansel Mieth alljährlich den Hansel-Mieth-Preis an Journalisten für herausragende Veröffentlichungen in deutschsprachigen Printmedien. Der Preis ist mit 6.000 Euro dotiert.
Bisherige Gewinner waren (Text / Foto):
- 1998: Text Stefanie Rosenkranz / Fotos Kai Wiedenhöfer
- 1999: Nicol Ljubić / Andreas Herzau
- 2000: Andreas Herzau / Vincent Kohlbecher
- 2001: Uwe Buse / Matthias Jung
- 2002: Petra Reski / Paolo Pellegrin
- 2003: Beate Lakotta / Walter Schels
- 2004: Christian Schüle / Dirk Eisermann
- 2005: Dimitri Ladischensky / Francesco Zizola
- 2007: Christine Keck / Heinz Heiss sowie Hania Lucza / Andreas Reeg
- 2008: Wolfgang Bauer / Daniel Rosenthal
- 2009: Roland Schulz / Luca Zanetti
- 2009: Stefan Scheytt / Cira Moro
- 2010: Andrea Böhm / Marcus Bleasdale[1]
- 2011: Susanne Krieg / David Gillanders
- 2012: Cornelia Fuchs, Uli Rauss / Monika Fischer, Mathias Braschler
- 2013: Jan Christoph Wiechmann / Seamus Murphy
- 2014: Takis Würger / Armin Smailovic
- 2015: Patrick Bauer / Andy Kania
- 2016: Navid Kermani / Moises Saman
- 2017: Daniel Etter (Text und Fotos)
- 2018: Christoph Gertsch und Mikael Krogerus / Julian Baumann
- 2019: Jan Christoph Wiechmann / Federico Rios
- 2020: Dominik Stawski / Patrick Junker
- 2021: Anonymous / Anonymous
- 2022: Amonte Josefine Schröder-Jürss / Andreas Reiner
- 2023: Rudi Novotny / Anne Morgenstern